# Marcel Chevalier
Marcel Chevalier (Nantes, 1876 - ?, 1945) fou un geòleg francès.
Marcel Chevalier es va doctorar en ciències a la Sorbona de París i fou becat per a estudiar la fisiografia d'Andorra.
En esclatar la Primera Guerra Mundial s'exilià a Catalunya, on va entrar en contacte amb els geògrafs del país, especialment amb Pau Vila i amb Jaume Marcet. Després d'una primera etapa d'investigació, durant la qual va estudiar Andorra, l'Urgellet, la Cerdanya i la regió volcànica d'Olot, es va dedicar a realitzar treballs generals de caràcter divulgador.
Va viure a Sant Boi de Llobregat i donà classes a la facultat de filosofia i lletres de la Universitat de Barcelona, alhora que es llicenciava en medicina a Barcelona.
En esclatar la guerra civil de 1936-39, va tornar a la Bretanya.
Va introduir a Catalunya els mètodes de la geografia física de Martonne. Fou col·laborador del Servei Geogràfic de Catalunya (1921) i del Mapa geològic de Catalunya (1926).
És autor de diverses obres sobre la geografia i geologia de Catalunya.

## Obres
- Le Quaternaire dans les Pyrénnées Catalans (1908)
- Barcelone et la Catalogne (1912)
- Le Montserrat (1924)
- Mapa topogràfic d'Andorra (1925)
- El paisatge de Catalunya (1928)[2]
- Contribució a l'estudi del vulcanisme a Catalunya (1929)[3]
- Guia Itinerari de les Valls D'Andorra (1930)
- Geologia de Catalunya (1930 - 1932)
- Geografia Física de Catalunya (1934).